# Jamie Morton
Jamie Morton (født 20. september 1993 i London) er en dansk skuespiller. Han indledte sin karriere på Eventyrteatret (en børneteaterskole) og har siden medvirket i kortfilm, spillefilm, musicals, teaterstykker, reklamer og lagt stemmer til flere tegnefilm. Han har spillet med i filmene Bølle Bob og Smukke Sally (2005) og Krummerne - så er det jul igen (2006) og har blandt andet lagt stemme til Cody fra Zack og Codys Søde Hotelliv, Koda fra Bjørne Brødre, Louis fra Min skøre familie Robinson, Bambi fra Bambi II, Lucas fra Myremobberen, Jakob fra Peter Plys og Hafferlaffen og Charlie fra Charlie og chokoladefabrikken.

## Roller

### Teater
- Les Misérables som Gavroche (2003)
- Peters Jul som Peter (2005 og 2006)
- Oliver! som Lurendrejer (2007)
- Yamaz som Jasper (2009)

### Film og tv
- Bare Holger som Holger som barn(Kort film 2004)
- Lukas som Lukas (Kort film 2005)
- Bølle Bob og Smukke Sally som Bølle Bob (2005)
- Krummerne - Så er det jul igen som Krumme (2006)
- Superclasico som Oscar (2010)

### Tegnefilm
- Bjørne Brødre som Koda (2004)
- Charlie og chokoladefabrikken (2005) som Charlie (2005)
- Nanny McPhee som Simon (2006)
- Bjørne Brødre 2 som Koda (2006)
- Bambi 2 som Bambi (2006)
- Meet the Robinsons (Min skøre familie Robinson) som Lewis (2007)
- Zack og Codys søde hotelliv sæson 2 som Cody (2007)
- Det søde liv til søs  som Cody (2008/2009)
- Caspers skræmmeskole som Casper (2009)
- Arthur og Minimoyserne 2 som Arthur. (2009)
- High School Musical: El Desafio som Louis (2010)

### Øvrige
- Christiansborg som Christian. Radioserie, DR radio 2006.